# خور کلاید
خور کلاید (به انگلیسی: Firth of Clyde)، بزرگترین و عمیق‌ترین بدنه آبی ساحلی در مجموعه جزایر بریتانیا را در بر می‌گیرد. خور کلاید در پناه شبه‌جزیرهٔ کین‌تایِر، از اقیانوس اطلس جدا شده و خور بیرونی آرگایل و ایرشایر اسکاتلند را محصور می‌کند. کیلبرنان ساوند؛ بازوی بزرگی از خور کلایداست که شبه‌جزیرهٔ کین‌تایِر را از جزیره آران جدا می‌سازد. جزیرهٔ بزرگ دیگر در خور کلاید جزیرهٔ بیوت است. با توجه به موقعیت استراتژیک این جزیره، با قرار داشتن در مدخل کلاید میانی/بالایی، بیوت در طول جنگ جهانی دوم نقش مهم و حیاتی نظامی (نیروی دریایی) بزرگی ایفا کرده‌است.
آب و هوای خور کلاید از مزایای اقلیمی گلف استریم برخوردار است که از سوی آمریکا جریان می‌یابد.
در بخش ورودی، خور کلاید ۴۲ کیلومتر (۲۶ مایل) عرض دارد. بخش بالادست آن شامل منطقه‌ای است که این خور به دریاچه‌های لانگ لاخ و گیِر لاخ می‌پیوندد. این شامل لنگرگاه بزرگی که در کنار گرینوک قرار دارد نیز هست که به عنوان «دُم ساحل» در اشاره به سد شنی به آن اشاره شده که خور را از پای‌رود رودخانهٔ کلاید جدا می‌کند. رودخانهٔ کلاید در این مرحلهٔ سد شنی، هنوز هم تقریباً ۳ کیلومتر (۲ مایل) پهنا دارد. «حد بالای جزر و مدی» خور کلاید در سرریز جزر و مدی مجاور گلاسگو گرین قرار دارد.
در فرهنگ جغرافیایی محلی مردم گاهی در عنوان «خور کلاید» و «رودخانه کلاید» ابهام‌هایی وجود دارد. گاهی اوقات به دومبارتن به عنوان «خور کلاید» اشاره می‌شود.